# Assunção Cristas
Assunção Cristas, född  1974 i Luanda i Angola, är en portugisisk politiker.

Sedan  13 mars 2016 är hon ledare för CDS-PP - ett socialkonservativt parti.

Hon var tidigare jordbruks- och fiskeriminister från 2011 fram till 2015.
Assunção Cristas är utbildad  jurist vid Lissabons universitet och har varit ledamot av Assembleia da República  för CDS-PP.